# Mycodiplosis gloeopeniophorae
Mycodiplosis gloeopeniophorae is een muggensoort uit de familie van de galmuggen (Cecidomyiidae). De wetenschappelijke naam van de soort is voor het eerst geldig gepubliceerd in 1925 door Rübsaamen.